# Wimbledon 1889
De 13e editie van het Britse grandslamtoernooi, Wimbledon 1889, werd gehouden van maandag 1 tot en met zaterdag 13 juli 1889. Voor de vrouwen was het de 6e editie van het Britse graskampioenschap. Het toernooi werd gespeeld op de toenmalige locatie op de Worple Road bij de All England Lawn Tennis and Croquet Club in de wijk Wimbledon van de Britse hoofdstad Londen.
Zoals toen gebruikelijk was, speelden de spelers om de titelverdediger te mogen uitdagen in de finale "challenge round".
William Renshaw won in de finale van zijn broer Ernest Renshaw en behaalde zijn zevende titel in het mannenenkelspel. Dit record werd in 2000 door Pete Sampras geëvenaard en in 2012 door Roger Federer verbeterd.
Titelverdedigster Lottie Dod nam niet deel waardoor de challenge round verviel. Blanche Bingley-Hillyard won in de finale van Helena Rice.

## Belangrijkste uitslagen
Mannenenkelspel

Finale: William Renshaw (Verenigd Koninkrijk) won van Ernest Renshaw (Verenigd Koninkrijk) met 6–4, 6–1, 3–6, 6–0 
Vrouwenenkelspel

Finale: Blanche Bingley-Hillyard (Verenigd Koninkrijk) won van Helena Rice (Verenigd Koninkrijk) met 4-6, 8-6, 6-4 
Mannendubbelspel

Finale: Ernest Renshaw (Verenigd Koninkrijk) en William Renshaw (Verenigd Koninkrijk) wonnen van George Hillyard (Verenigd Koninkrijk) en  Ernest Lewis (Verenigd Koninkrijk) met 6-4, 6-4, 3-6, 0-6, 6-1 
Het vrouwendubbelspel en gemengd dubbelspel werden in 1913 voor het eerst georganiseerd.
Een juniorentoernooi werd voor het eerst in 1947 gespeeld.